# Olimpia Melinte
Olimpia Melinte (Iași, Romania, 7 de novembre de 1986) és una actriu romanesa.

## Carrera
Olímpia Melinte va néixer el 7 de novembre de 1986 en Iași, Romania. Va començar la seva formació com a actriu en el teatre de la Universitat Octav Bancila, on va debutar donant vida a Wendela en Spring Awakening, sota la direcció de Nicholas Ionescu. Gràcies a aquest paper, va ser guardonada amb un premi a la millor actriu per part del Teatre Nacional Olímpic en 2006.
Va estudiar interpretació en la Facultat d'Arts Georghe Enescu i, durant aquest temps, va debutar cinematogràficament en la pel·lícula Cele ce plutesc de 2009 amb la qual va aconseguir dues nominacions als Premis Nacionals de la indústria cinematogràfica Romanesa GOPO 2010 en les categories «millor actriu» i «esperança jove».
El 2011 va ser triada entre 250 actrius per a interpretar el paper de Luminita Sette en la pel·lícula Sette opere di misericordia, amb la qual va guanyar un premi a la «millor actriu» en el Festival de Cinema de Bobbio a Itàlia. La pel·lícula va rebre nombrosos premis en festivals internacionals i va consagrar a Olímpia com una actriu versàtil que parla perfectament en quatre idiomes.
El 2013 va viatjar a Espanya per a protagonitzar la pel·lícula Caníbal on va interpretar a les bessones Alexandra i Nina. Gràcies a això, es va fer coneguda nacionalment al país i va ser nominada a un premi Goya a la «millor actriu revelació».
El 2014 va tornar a Romania on va protagonitzar la pel·lícula Selfie en la qual dona vida al personatge Roxana Popa.

## Filmografia
- Vlad (2019)
- #Selfie 69 (2016)
- București NonStop (2015)
- Cel Ales (2015)
- #Selfie (2014)
- Proiecte de trecut (2014)
- O lume nouă (2014)
- Caníbal (2013)
- Planșa (2013)
- Sette opere di misericordia (2011)
- Draft 7 (2010)
- Cele ce plutesc (2009)
- Pisi Pisi Pam Pam (2008)